# Сорочине (Дніпровський район)
Соро́чине — село в Україні, в Петриківській селищній громаді Дніпровського району Дніпропетровської області. Населення за переписом 2001 року становить 360 осіб.

## Географія
Село Сорочине знаходиться на правому березі річки Оріль (нове річище), примикає до села Шульгівка. Поруч проходить автомобільна дорога Т 0412.

## Історія
Станом на 1886 рік в селі мешкало 828 осіб, налічувалось 109 дворів.

## Населення

### Мова
Розподіл населення за рідною мовою за даними перепису 2001 року:
| Мова       | Кількість | Відсоток |
| ---------- | --------- | -------- |
| українська | 351       | 97.50%   |
| вірменська | 7         | 1.94%    |
| російська  | 2         | 0.56%    |
| Усього     | 360       | 100%     |